# Конија (вилајет)
Конијски вилајет (тур. Konya ili) је вилајет у централној Анатолији у Турској. Престоница вилајета је град Конија. Површински је највећи вилајет у Турској.

## Окрузи
Конијски вилајет је подељен на 31 округ (три која сачињавају град Конију су подебљана):
| - Каратај - Мерам - Селчуклу - Ахирли - Акорен - Акшехир - Алтинекин - Бејшехир - Бозкир - Челтик - Џиханбејли - Чумра - Дербент - Деребуџак - Доганхисар - Емиргази - Ерегли - Гунејсинир - Хадим | - Халкапинар - Хујук - Илгин - Кадинхани - Карапинар - Кулу - Сарајону - Сејдишехир - Ташкент - Тузлукчу - Јениџеоба - Јалихујук - Јунак |